# 自動化從眾
自動從眾（automaton conformity），是由艾力克.佛洛姆於《三個精神逃避機制》中所提出，主要是說明人類群體社會中，大部份都存在著一種為求生存，而強制自己融入社會環境的狀態，這種行為會順從自己處於目前社會規則中，以利自己能夠立足，降低被團體孤立的寂寞感。佛洛姆把自動從眾的行為，比喻成動物的保護色，讓天敵不輕易地從環境中找到自己，佛洛姆認為，這種行為也會失去真正的自我而屈服社會。